# Eriococcus mesotrichus
Eriococcus mesotrichus är en insektsart som först beskrevs av Miller 1993.  Eriococcus mesotrichus ingår i släktet Eriococcus och familjen filtsköldlöss. Inga underarter finns listade i Catalogue of Life.